# Инструкция (информатика)
В информатике термин инструкция обозначает одну отдельную операцию процессора, определённую системой команд. В более широком понимании, «инструкцией» может быть любое представление элемента исполнимой программы, такой как байт-код.
В традиционных архитектурах инструкция включает код операции, определяющий выполнение этой операции (например, «добавить содержимое памяти в регистр»), ноль или больше определений операндов, которые могут описывать регистры, расположение в памяти или символьные данные. Определения операндов могут содержать методы адресации, указывающие их значение, или находиться в фиксированных полях.
В архитектуре VLIW (very long instruction word — очень длинная машинная команда), которая может включать в себя микрокоды, множество одновременно исполняемых операций и операнды определяются в одной инструкции.
Размер или длина инструкции может изменяться в довольно широких пределах, от маленьких, размером в 4 бита в некоторых микроконтроллерах, и до инструкций размером в многие сотни бит, как в некоторых VLIW системах. Большинство современных процессоров, используемых в персональных компьютерах, мейнфреймах и суперкомпьютерах, имеют инструкции размером от 16 до 64 бит. В некоторых архитектурах, в основном типа RISC, инструкции имеют фиксированную длину, обычно сравнимую с размером машинного слова этой архитектуры. В остальных архитектурах, инструкции имеют переменную длину, обычно целое множество байт или полуслов.
Инструкции, составляющие программу, редко определяются при помощи их внутренней числовой формы; они могут определяться программистами с помощью языка ассемблера или, в более общем виде, могут генерироваться компиляторами.